# 45 RPM
45 RPM è l'album di debutto di Paul van Dyk, pubblicato in Germania dalla MFS il 5 dicembre 1994.
Venne edito dalla Deviant Records nel Regno Unito e dalla Mute Records negli Stati Uniti d'America nel 1998.
Le prime copie dell'edizione tedesca dell'album avevano un disco bonus contenente dei remix di Van Dyk fatti per altri artisti, chiamato 45 Remixes Per Minute.

## Tracce
1. Introjection – 4:05
2. I'm Comin' (To Take You Away) – 6:13
3. For an Angel – 6:22
4. 45 RPM – 5:10
5. Spannung (Tension) – 6:58
6. Emergency! – 6:01
7. Rushin (Revolutions Per Minute) – 6:29
8. Pump This Party – 6:13
9. Ooh! La la! – 6:13
10. A Magical Moment – 6:01
11. Pump this 45 – 5:25
12. Ejeculoutro – 4:11